# Helen Maitland Armstrong

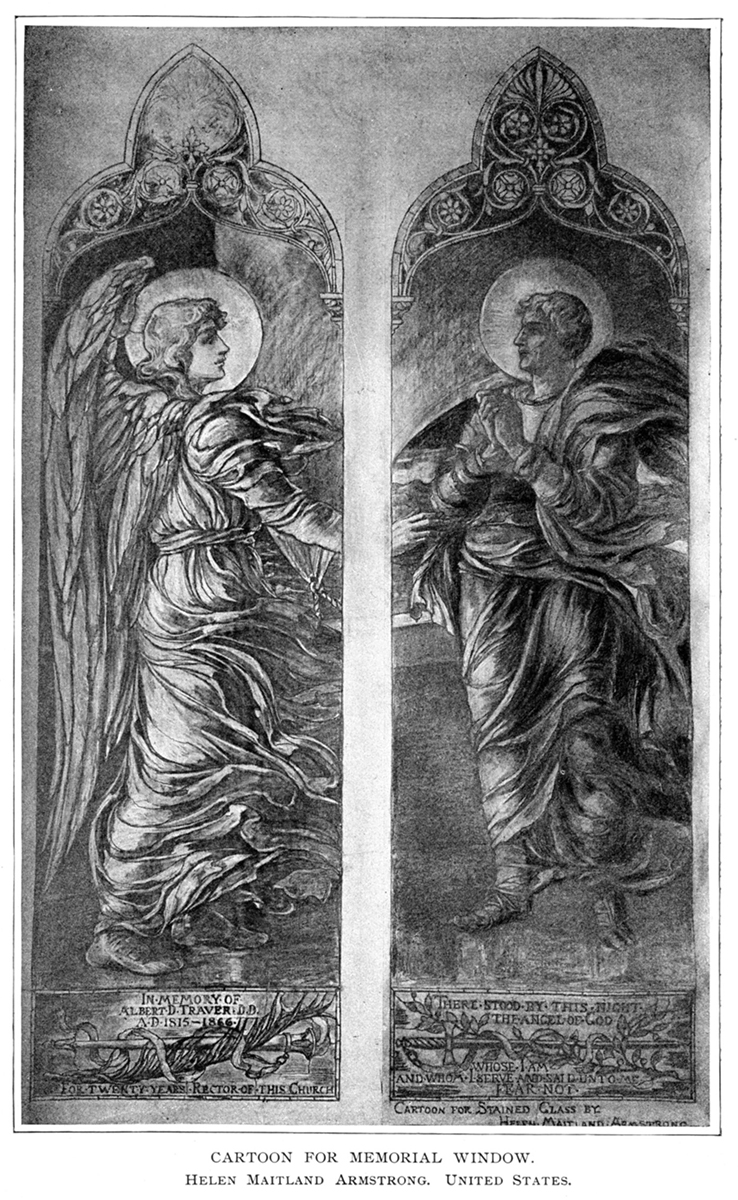
Helen Maitland Armstrong, cartón para una ventana conmemorativa mostrada en la Exposición Mundial de Columbia en Chicago de 1893.

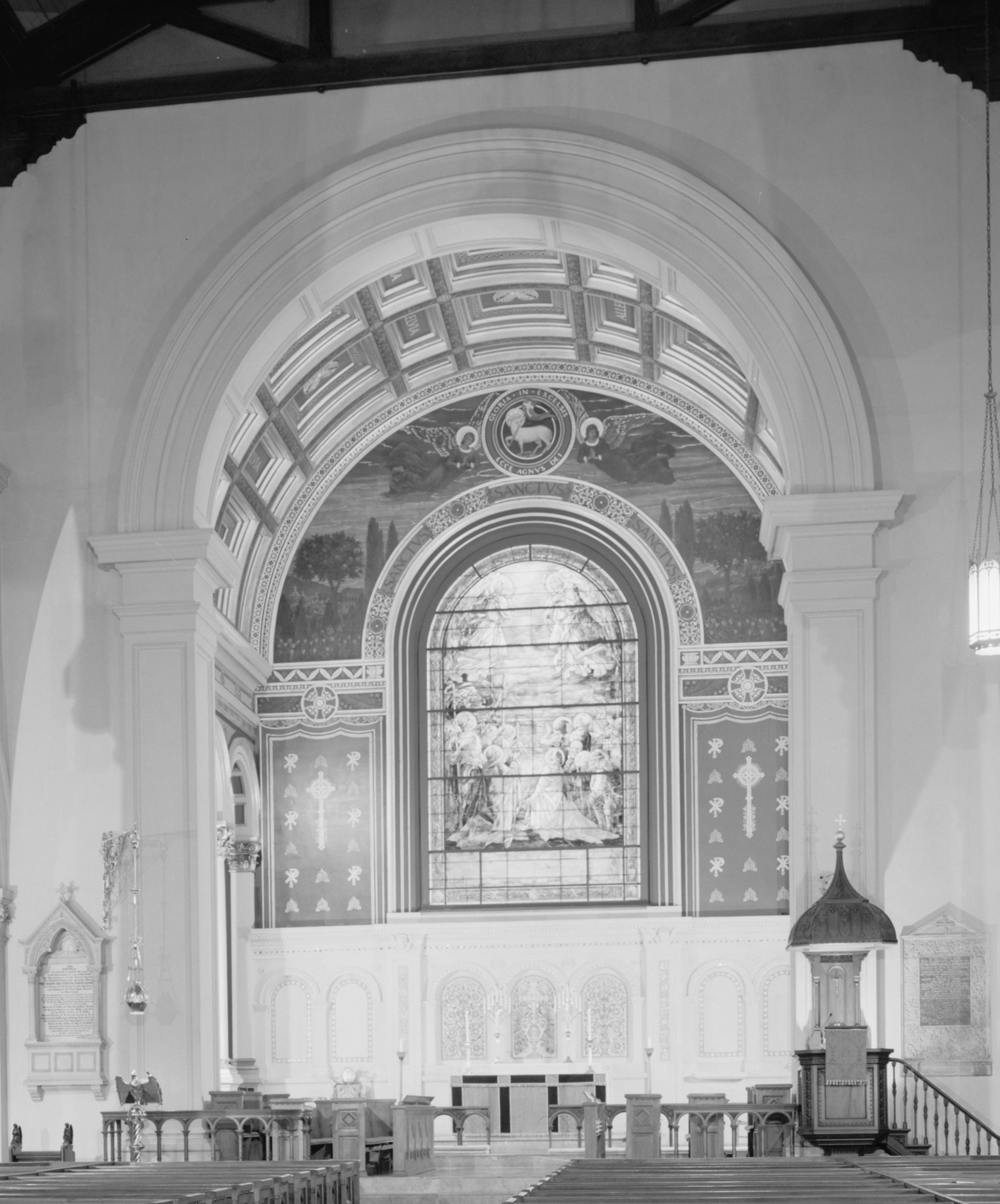
Ventana este de la Iglesia Episcopal de Old St. Paul, Baltimore, Maryland, por Helen Maitland Armstrong, sobre el retablo de Louis Comfort Tiffany, fotografiado después de 1933. La ventana representa la glorificación de Dios y fue instalada en torno a 1904.

Helen Maitland Armstrong (Florencia, Italia; 1869-1948) fue una artista de vidrieras estadounidense que trabajó tanto en solitario como en sociedad con su padre, Maitland Armstrong. Su obra está considerada entre las mejores producidas en América a finales del siglo XIX y principios del XX.

## Biografía
Helen Maitland Armstrong nació en 1869 en Florencia, Italia, del diplomático estadounidense y artista de vidrieras Maitland Armstrong y su esposa Helen, que era descendiente de Peter Stuyvesant y sobrina del político Hamilton Fish. Entre sus seis hermanos estaban la diseñadora de libros y autora Margaret Neilson Armstrong y al editor de revistas Hamilton Fish Armstrong.  En 1878, el escultor Augustus Saint-Gaudens, que era amigo de su padre, creó una placa de bronce con un retrato de ella a partir de una fotografía.
Estudió en la Liga de estudiantes de arte de Nueva York, pero recibió la mayor parte de su formación artística de su padre, que la convirtió en socia menor de su empresa Maitland Armstrong & Co.

## Carrera profesional
La obra de Armstrong se centra en vidrieras para iglesias, pero también incluye mosaicos, murales e ilustraciones. Las vidrieras que creó tanto en solitario como en sociedad con su padre hasta su muerte en 1918 están consideradas entre las mejores de los Estados Unidos de finales del siglo XIX y principios del XX, junto con el trabajo de Louis Comfort Tiffany y John La Farge, ambos amigos de Armstrong y su padre. Ella formó parte de la primera generación de mujeres artistas que aprovecharon las nuevas técnicas para vidrieras iniciadas por La Farge y Tiffany, junto con Lydia Field Emmet y su hermana Rosina Emmet Sherwood. Su obra más temprana data de la década de 1890; en 1893, se mostró un cartón para una de sus vidrieras en el Edificio de Mujeres en la Exposición Mundial Colombina en Chicago.
Armstrong y su padre crearon juntos dibujos para vidrieras, muchas de ellas conmemorativas, para la Primera Iglesia Congregacional (San Luis, Misuri), Christ Church (Rye, Nueva York), Jekyl Island Chapel (Brunswick, Georgia), First Presbyterian Church (Newburgh, Nueva York), All Souls 'Episcopal Church (Biltmore, Carolina del Norte), Earl Memorial Chapel (Troy, Nueva York) y Vassar College.
El trabajo en solitario de Armstrong, que el New York Times calificó de "excepcional", incluyó diseños de vidrieras para docenas de iglesias y capillas, así como un edificio gubernamental y varias residencias privadas. Ella diseñó 16 ventanas usando una técnica de vidrio pintado del siglo XV para un mausoleo privado para Alva Belmont en el Cementerio Woodlawn. Una de sus vidrieras de la iglesia de St. Andrew's Dune en Southampton, Nueva York, fue arrastrada por el Gran Huracán de Nueva Inglaterra de 1938 y luego se encontró intacta a media milla de distancia.
La obra maestra de Armstrong podría ser la ventana este de la Iglesia Episcopal de Old St. Paul en Baltimore, Maryland, creada como parte de una renovación general de la iglesia en 1904. Representando la glorificación de Dios, es el punto central del interior.  Encima hay un mural que muestra al Cordero de Dios, y debajo hay un retablo de piedra de Tiffany con otros símbolos cristianos como el pavo real (que simboliza la resurrección). 
Armstrong también ilustró varios libros para la editorial AC McClurg. Amstrong y su hermana Margaret ilustraron varios libros juntas, incluido 1906 Memories: A Story of German Love de Max Müller.
Armstrong murió en la casa donde se crio en el 58 W. de la 10th St. en la ciudad de Nueva York el 26 de noviembre de 1948.
El Museo Metropolitano de Nueva York tiene una colección de sus dibujos y acuarelas para vidrieras, así como diseños para un retablo y un mural.

## Comisiones individuales seleccionadas
- Christ's Church (Marlborough, Nueva York)
- Iglesia de Nuestra Señora del Perpetuo Socorro (Bernardsville, Nueva Jersey)
- Ayuntamiento (Paterson, Nueva Jersey)
- Capilla del Puerto de los marineros (Staten Island, Nueva York)
- Iglesia de San Andrés en las Dunas (Southampton, Nueva York)
- Iglesia de San Juan (Williamstown, Massachusetts)
- Iglesia Episcopal de San Pablo (Baltimore, Maryland)
- Iglesia de la Trinidad (Newport, Rhode Island)
- Iglesia Unitaria (Washington D. C.)[5][10]